# Rekord
Rekord je najbolji učinak u određenoj disciplini, obično u športu. Ovisno o kraju i događajima može biti svjetski rekord, nacionalni rekord i olimpijski rekord, svjetski rekord prvenstava i dr. Izvan športa rekord može postaviti gotovo bilo koje biće.
Takvi zapisi su prikupljeni u Guinnessovoj knjizi svjetskih rekorda.